# Pseudochthonius brasiliensis
Espèce
Pseudochthonius brasiliensis est une espèce de pseudoscorpions de la famille des Chthoniidae.

## Distribution
Cette espèce est endémique de l'État de São Paulo au Brésil. Elle se rencontre vers Barueri.

## Habitat
Ce pseudoscorpion est myrmécophile, il se rencontre dans les fourmilières de Camponotus rufipes.

## Description
La femelle holotype mesure 1 mm et le mâle paratype 0,85 mm.

## Étymologie
Son nom d'espèce, composé de brasil et du suffixe latin -ensis, « qui vit dans, qui habite », lui a été donné en référence au lieu de sa découverte, le Brésil.

## Publication originale
- Beier, 1970 : Myrmecophile Pseudoskorpione aus Brasilien. Annalen des Naturhistorischen Museums in Wien, vol. 74, p. 51-56 (texte intégral).